# Stenauxa exigua
Stenauxa exigua là một loài bọ cánh cứng trong họ Cerambycidae.